# Sint-Jansstraat (Brussel)
De Sint-Jansstraat (Frans: Rue Saint-Jean) is een straat in de Vijfhoek, de historische binnenstad van de Belgische hoofdstad Brussel. Ze verbindt het Sint-Jansplein en het Albertinaplein aan de voet van de Kunstberg. 
Tussen de Sint-Jansstraat en de Magdalenasteenweg ligt een overdekte winkelgalerij, de Bortiergalerij. Behalve enkele winkels onderaan woonhuizen aan de noordzijde, zijn aan de zuidzijde kantoren gevestigd van het ABVV, i-mens en het Nationaal Verbond van Socialistische Mutualiteiten.

## Geschiedenis
De straat werd rond 1845 aangelegd op de site van het Sint-Jansgasthuis, dat er sinds 1195 gevestigd was. Hier lag voorts de Sint-Janspoel, een waterreservoir waarin terechtstellingen van overspelige vrouwen plaatsvonden. Later (tot het dempen van de poel in 1613) werden er ook schandstraffen uitgevoerd, zoals de schopstoel (waarbij de veroordeelde in het water of in een gierbak werd gewipt) en het mandzitten (tekijkstelling in een mand die aan de schandpaal hing). Dit waren onterende maar niet-dodelijke straffen. In 1843 verhuisde het ziekenhuis naar de Kruidtuinlaan en verdwenen zowel het gasthuis als de gelijknamige gotische kerk. 
In de 19e eeuw was het een winkelstraat, gespecialiseerd in oude gravures en prenten.